# 海洋杆状菌属
海洋杆状菌属（学名：Marinibacterium）是红杆菌科的一属细菌。

## 下属物种
本属包括以下物种：
- Marinibacterium anthonyi Howat et al. 2018[2]
- 深海海洋杆状菌 Marinibacterium profundimaris Li et al., 2015，分离自大西洋深海海水。[3]